# Gomphidiaceae
Gomphidiaceae es una familia de hongos basidiomicetos pertenecientes al orden Boletales. Al contrario que la mayoría de las especies del orden, todas las especies pertenecientes a Gomphidiaceae excepto las del género Gomphogaster son agáricos, y tienen el himenio en láminas en vez de poros. Esta familia incluye a los géneros Chroogomphus, Cystogomphus, Gomphidius y Gomphogaster, este último es un género monotípico —sólo tiene una especie— que podría ser incluido en Gomphidius en el futuro, sobre la base de las investigaciones filogenéticas. El género Comphus, de nombre muy parecido, no guarda relación con esta familia. El antiguo género Brauniellula ha sido incluido en Chroogomphus.
Como todos los hongos que producían cuerpos fructíferos de tipo agárico, este grupo estuvo incluido en el orden Agaricales. Sin embargo, muchas de sus características microscópicas, como la forma de las esporas, sugieren su relación con el orden Boletales. Este hecho fue confirmado más tarde gracias a las investigaciones de filogenia molecular, que demostraron que la familia Gomphidiaceae está más estrechamente ligada a los boletos que a los agáricos del orden Agaricales. Se piensa que el desarrollo de láminas es fruto de una línea evolutiva diferente a la que condujo al desarrollo de estas estructuras en el orden Agaricales. Los estudios del ADN también demostró que Gomphidiaceae está situado dentro de Boletales, y tiene más relación con la familia Suillaceae que con Boletaceae. Este descubrimiento también está avalado por los estudios quimiotaxonómicos.
Se piensa que esta familia de hongos forma ectomicorrizas, estableciendo relaciones simbióticas con árboles. Sin embargo, también existen evidencias de que muchas especies de este grupo (quizás todas ellas) son parasíticas de otros boletos, que a su vez forman ectomicorrizas con ciertas especies de árboles.